# Убиства под цветним месецом (филм)
Убиства под цветним месецом (енгл. Killers of the Flower Moon) је амерички епски вестерн криминалистички драмски филм из 2023. године, режисера Мартина Скорсезеа, који је и написао сценарио заједно са Ериком Ротом на основу истоимене публицистичке књиге Дејвида Грена. Радња је усредсређена на серију убистава припадника индијанског племена Осејџ у Оклахоми током 1920-их, почињених након што је нафта откривена на земљи овог племена. У главним улогама су Леонардо Дикаприо, Роберт де Ниро и Лили Гладстоун, док су у споредним улогама Џеси Племонс, Танту Кардинал, Џон Литгоу и Брендан Фрејзер.
Развој филма је почео у марту 2016, када је компанија Imperative Entertainment прибавила права на адаптацију књиге. Скорсезе и Дикаприо су се придружили пројекту наредне године, а очекивало се да ће продукција започети почетком 2018. године. Након неколико одлагања изазваних пандемијом ковида 19, продукција је почела у фебруару 2021, а Apple TV+ је финансирао и дистрибуирао филм заједно са студијом Paramount Pictures. Филм је сниман у Округу Осејџ и Округу Вашингтон током 2021. године. Филм су продуцирали Скорсезе, Ден Фридкин, Бредли Томас и Данијел Лупи, а са буџетом од 200 милиона долара наводно је најскупљи филм икада снимљен у Оклахоми.
Филм је премијерно приказан 20. маја 2023. на Канском филмском фестивалу, док је у америчким биоскопима изашао 20. октобра исте године. Добио је позитивне рецензије критичара, који су нарочито похвалили режију, сценарио, музику, фотографију, сценографију и глуму. Освојио је награду Националног одбора за рецензију филмова за најбољи филм, а Амерички филмски институт га је прогласио за један од десет најбољих филмова 2023. године. На 96. додели Оскара био је номинован у десет категорија (укључујући ону за најбољи филм), али није победио ни у једној. Између осталог је био номинован за седам Златних глобуса, девет награда БАФТА и три награде Удружења филмских глумаца.

## Радња
Старешине индијанског племена Осејџ закопавају церемонијалну лулу, оплакујући асимилацију својих потомака у друштво белих Американаца. Лутајући својим резерватом у Оклахоми, током годишњег феномена „цветног месеца”, неколико Осејџа проналази нафту како шикља из земље. Племе се убрзо богати јер задржава права на минералне сировине и приходе од закупа нафте, иако закон захтева да белачки старатељи, додељени судом, управљају новцем пуноправних и полукрвних чланова племена, под претпоставком да су „неспособни”.
Године 1919, Ернест Беркхарт се враћа из Првог светског рата да би живео са својим братом Бајроном и ујаком Вилијамом Кингом Хејлом на Хејловом великом ранчу. Хејл, резервни заменик шерифа и ранчер, представља се као пријатељски доброчинитељ Осејџа, говорећи њиховим језиком и дарујући им поклоне. Ернест и Бајрон пљачкају поједине Осејџа. Ернест, радећи као таксиста, упознаје Моли Кајл, Осејџ Индијанку чија породица поседује права на нафту. Њих двоје се заљубљују и венчавају на Осејџ церемонији са католичким елементима. Временом добијају троје деце.
Хејл потајно наређује убиства бројних богатих Осејџа. Објашњава Ернесту да ће наследити наследити више прихода од нафте што више чланова Молине породице умре. Моли болује од дијабетеса, а њена мајка Лизи је болесна. Након што Молина сестра Мини умре од мистериозне болести, Хејл наређује Бајрону да убије њену другу сестру, бунтовну Ану. Лизи и савет Осејџа криве беле становнике резервата и позивају племе да узврати.
Вести о масакру у Талси 1921. године, током ког су белци уништили црначку заједницу и убили бројне становнике, изазивају додатну забринутост међу Осејџима да би и они могли да доживе сличну судбину. Док умире, Лизи види како јој преци дочекују у загробном животу. Хејл наређује Ернесту да организује убиство Хенрија Роана, Молиног првог мужа, који пати од депресије и алкохолизма. Међутим, Ернест траљаво обавља задатак и Хејл га за казну ишиба у масонском храму. Хејл наређује Ернесту да организује убиство Молине последње преживеле сестре Рите и њеног мужа Била.
Пошто је Хејл локални политички бос, а у његовом џепу су и локални шериф и судије, не спроводе се истраге убистава. Представник Осејџа који жели да лобира у Конгресу убијен је у Вашингтону, док приватног детектива Вилијама Џ. Бернса, кога је Моли дискретно унајмила, нападају Ернест и Бајрон, који га истерају из резервата.
Хејл поново наређује Ернесту да убије Риту и Била, овог пута тако што ће криминалац Ејси Кирби да им разнесе кућу. Као последњи преживели члан своје породице, Моли наслеђује њихове приходе од нафте. Упркос болести, она путује у Вашингтон са делегацијом Осејџа и тражи помоћ од председника Калвина Кулиџа. Због овога, Хејл наређује Ернесту да отрује Молин инсулин да би је „успорио”. Молино стање се погоршава, а Ернест испољава сличне симптоме након што је сам узео отров.
Због Молиног лобирања, Истражни биро шаље агента Тома Вајта и његове помоћнике да истраже убиства; брзо откривају истину. Хејл покушава да прикрије трагове убијајући своје плаћенике, укључујући Ејсија, али Вајт хапси Хејла и Ернеста. Док Ернеста испитују, два агента су послата да испитају Моли и налазе је близу смрти. Хитно је одвозе у болницу где лекари откривају да је више пута трована и брзо обавештавају Вајта и друге агенте. Моли се касније опоравља.
Вајт убеђује Ернеста да призна и окрене доказе државе против свог ујака. В. С. Хамилтон, Хејлов адвокат, покушава да убеди Ернеста да тврди да је мучен и да одбије сведочење. Међутим, након што му је једна од ћерки умрла од великог кашља, Ернест сведочи против свог ујака, желећи да буде ту за остатак своје породицу. Хејл безуспешно покушава да убије свог нећака. Моли се састаје са Ернестом након што он сведочи, а напушта га након што он одбије да призна да ју је тровао.
Радио-драма годинама касније открива последице случаја: браћа Шаун, која су Ернесту дали отров за Моли и која су била умешана у друге „смртне случајеве”, никада нису кривично гоњена због недостатка доказа. Бајрону је суђено као саучеснику у Анином убиству, али он није одслужио затворску казну због немогућности пороте да се договори око пресуде. Хејл и Ернест су осуђени на доживотну робију. Обојица су пуштени на условну слободу након одређеног броја година, упркос протестима Осејџа пред одбором за условни отпуст. Моли се развела од Ернеста, удала се за свог трећег мужа, човека по имену Џон Коб, и умрла од компликација повезаних са дијабетесом 1937. у 50. години живота. У њеној читуљи је писало да је сахрањена са родитељима, сестрама и ћерком, али не спомиње убиства Осејџа.
Филм се завршава погледом одозго на пау-вау плесни круг Осејџа из 21. века.

## Улоге
| Глумац            | Улога                             |
| ----------------- | --------------------------------- |
| Леонардо Дикаприо | Ернест Беркхарт                   |
| Роберт де Ниро    | Вилијам Кинг Хејл                 |
| Лили Гладстоун    | Моли Беркхарт                     |
| Џеси Племонс      | Том Вајт                          |
| Танту Кардинал    | Лизи                              |
| Џон Литгоу        | тужилац Ливорд                    |
| Брендан Фрејзер   | В. С. Хамилтон                    |
| Кара Џејд Мајерс  | Ана Браун                         |
| Џанае Колинс      | Рита                              |
| Џилијан Дион      | Мини                              |
| Џејсон Исбел      | Бил Смит                          |
| Вилијам Бело      | Хенри Роан                        |
| Луис Канчелми     | Келси Морисон                     |
| Скот Шеперд       | Брајан Беркхарт                   |
| Еверет Волер      | Пол Црвени Орао                   |
| Тали Редкорн      | Нон-Хон-Жин-Га/Традиционални Вођа |
| Јенси Редкорн     | поглавица Боникасл                |
| Татанка Минс      | Џон Рен                           |
| Томи Шулц         | Блеки Томпсон                     |
| Стерџил Симпсон   | Хенри Грамер                      |
| Тај Мичел         | Џон Ремзи                         |
| Гари Басараба     | Вилијам Џ. Бернс                  |
| Чарли Маселвајт   | Алвин Рејнолдс                    |
| Пет Хили          | Џон Бергер                        |
| Стив Витинг       | др Џејмс Шаун                     |
| Стив Раутман      | др Дејвид Шаун                    |
| Мајкл Абот Млађи  | Френк Смит                        |
| Џек Вајт          | глумац у радио емисији            |
| Пит Јорн          | Ејси Кирби                        |
| Лари Селерс       | Нон-Хон-Жи-Га                     |
| Бари Корбин       | погребник Тертон                  |
| Стив Истин        | судија Полок                      |
| Елден Хенсон      | Дјук Берхарт                      |
| Кетрин Вилис      | Миртл Хејл                        |
| Џин Џоунс         | Питс Бити                         |